# Referendo constitucional na Itália em 2020
O quarto referendo constitucional na história da República Italiana ocorreu em 20 e 21 de setembro de 2020, e aprovou por 69,96% dos votos o texto da lei constitucional titulado "Emendas aos artigos 56, 57 e 59 da Constituição sobre a redução do número de parlamentares", aprovado definitivamente pela Câmara dos Deputados em 8 de outubro de 2019, o que implicou em uma redução no número de deputados de 630 para 400 e no de senadores eleitos por voto popular de 315 para 200.
Diferente do que ocorreu na Câmara dos Deputados, a proposta de reforma tinha sido aprovada pelo Senado da República com uma maioria de menos de dois terços dos componentes: em consequência, como o exige o artigo 138 da Constituição, a medida não havia sido promulgada diretamente dando a oportunidade de solicitar um referendo confirmatório dentro dos três meses seguintes. Essa faculdade foi exercida por 71 senadores, mais de um quinto dos membros da Câmara solicitados pelo artigo mencionado, que apresentaram a solicitação de referendo ante a Corte Suprema de Cassação em 10 de janeiro de 2020. Inicialmente agendado para ocorrer em 29 de março, foi adiado após a disseminação da pandemia de COVID-19 no país.

## Reforma constitucional e processo de aprovação

### Texto da reforma
O projeto de lei constitucional apresentado para sua aprovação possui quatro artigos.
O artigo 1 modifica o Artigo 56 da Constituição ao reduzir o número de deputados de 630 para 400. O número de deputados eleitos na circunscrição estrangeira diminuiria de 12 para 8.
O artigo 2 modifica o Artigo 57 da Constituição ao reduzir o número de senadores eleitos de 315 para 200. O número de senadores eleitos nas circunscrições estrangeiras diminuiria de 6 para 4. O número mínimo de senadores alocados a cada região cai de 7 a 3. No novo texto, ademais, as duas províncias autónomas de Trento e Bolzano se equiparam às regiões, assegurando três senadores cada uma. Os assentos alocados a Molise (2) e Vale de Aosta (1) permanecem sem mudanças.
O artigo 3 modifica o artigo 59 da Constituição ao declarar que o número máximo de senadores vitalicios nomeados pelo Presidente da República não pode em nenhum caso ser maior que 5. Desta maneira, elimina-se a ambiguidade do texto constitucional anterior no qual o limite de 5 senadores vitalícios poderia se entender como o limite máximo de senadores vitalícios presentes no Senado ou como o limite máximo de nomeações disponíveis para cada Presidente da República; esta última interpretação foi seguida só pelos presidentes Sandro Pertini e Francesco Cossiga, que nomearam ambos 5 senadores vitalícios, atingindo o máximo de 9 senadores presidenciais vitalícios simultaneamente no cargo.
Finalmente, o artigo 4 regula a entrada em vigor das novas disposições legais, estabelecendo que se aplicam a partir da data da primeira dissolução das Salas após a data de entrada em vigor da lei constitucional e, em qualquer caso, não antes de que tenham decorrido 60 dias da data de entrada em vigor.

### Processo de aprovação
A seguir mostra-se a cronologia do processo parlamentar da reforma e os passos formais necessários para o referendo:
- 7 de fevereiro de 2019: o Senado da República aprova o projeto de lei em primeira deliberação com 185 votos a favor, 54 contrários e 4 abstenções.[6]
- 9 de maio de 2019: a Câmara dos Deputados aprova o projeto de lei em primeira deliberação com 310 votos a favor, 107 votos contrários e 5 abstenções.[7]
- 11 de julho de 2019: o Senado da República aprova o projeto de lei em segunda deliberação com 180 votos a favor e 50 contrários. Portanto, a maioria foi de menos de dois terços dos componentes requeridos pelo terceiro parágrafo do artigo 138 da Constituição para fazer inadmissíveis as solicitações de referendo.
- 8 de outubro de 2019: a Câmara dos Deputados aprova o projeto de lei em segunda deliberação com 553 votos a favor, 14 contrários e 2 abstenções (maioria superior a dois terços dos membros).[8]
- 12 de outubro de 2019: a lei constitucional publica-se na "Gaceta Oficial Serie Geral" n. 240. A partir deste momento inicia-se o prazo para que uma quinta parte dos membros de uma Câmara, 500.000 votantes ou cinco Conselhos Regionais solicitem um referendo popular.[5]
- 10 de janeiro de 2020: 71 senadores apresentam a solicitação de referendo ante a Corte de Cassação.
- 23 de janeiro de 2020: o escritório central do referendo no Corte Suprema de Cassação declara a solicitação do referendo em conformidade com o artigo 138 da Constituição e determina a legitimidade da questão proposta no referendo.[9] A partir deste momento, o Conselho de Ministros tem 60 dias para estabelecer a data do referendo, que terá que se celebrar entre 50 e 70 dias a partir de que fique estabelecido.[10]

## Solicitação de referendo
O referendo sobre o texto da lei constitucional aprovado pelo Parlamento foi solicitado por mais de uma quinta parte dos membros do Senado da República, uma das possibilidades previstas no artigo 138 da Constituição.